# Teknikhistoria

Cykelns tekniska utvecklingshistoria.

Så länge som människan har funnits har han skapat, därför är teknikens historia lika lång och omfattande som mänsklighetens historia.
Vid Kungliga Tekniska högskolan (KTH) och Chalmers tekniska högskola (CTH) finns professurer i teknikhistoria, och Kungliga Vetenskapsakademien har ett forskningsinstitut för ämnet med namnet Centrum för vetenskapshistoria, inrättat 1988.
Teknikhistoria är en svensk tidskrift som ges ut av svenska förlaget Ny Teknik Group som också ger ut tidningen Ny Teknik.

## Tekniksprång
- Elden, mellan 400 000 och 200 000 år sedan i Kina av individer av Homo erectus
- Hjulet, först känt från en sumerisk bildskrift från Uruk, ca 3 500 f.Kr.
- Vokaler infördes i grekisk skrift omkring 500 f.Kr. Tidigare hade det bara funnits symboler i bildskrift och stavelseskrift, tillgängligt för yrkesskrivare. Nu öppnades obegränsade möjligheter för envar att kommunicera genom att allt som kunde sägas också kunde skrivas och delges till "alla" andra, och dessutom lagras som stöd för minnet.
- Antikytheramekanismen, precisionskugghjul från ungefär 100 f.Kr.
- Boktryckarkonstens mekanisering vid mitten av 1400-talet möjliggjorde masspridning av information och kunskaper genom tidningar och böcker.
- Ubåten, Cornelis Drebbel byggde en roddardriven ubåt som färdades längs Themsen 1624 e. Kr.
- Polhems mekaniska alfabet
- Ångmaskiner ersätter muskelkraft från början av 1700-talet, viktiga förbättringar av James Watt på 1760-talet.
- Fossila bränslen blev tillgängliga i stora kvantiteter från mitten av 1800-talet, vilket möjliggjorde den industriella revolutionen.
- Förbränningsmotorn, utvecklad vid slutet av 1800-talet, har på ett genomgripande sätt förändrat människans livsvillkor.
- Flottning var under en epok ett vanligt transportsätt för timmer, men har nu ersatts av modernare transportmetoder.
- Fotoelektrisk solenergi är en ganska ny teknik sedan 1970-talet.[5]

## Särskilda teknikområden
- Järnvägshistoria